# Trynitarne Towarzystwo Biblijne
Trynitarne Towarzystwo Biblijne (ang. Trinitarian Bible Society) – protestanckie towarzystwo biblijne założone w 1831 roku w wyniku rozłamu w Brytyjskim i Zagranicznym Towarzystwie Biblijnym. Towarzystwo założone zostało przez chrześcijan, którzy nie zgodzili się na włączanie do wydawanych przez Towarzystwo egzemplarzy Biblii ksiąg apokryficznych (określanych w katolicyzmie jako deuterokanoniczne) oraz na zatrudnianie w Towarzystwie osób odrzucających naukę o Trójcy Świętej (stąd nazwa: „Trynitarne”).

## Historia
Do sporu doszło podczas Konferencji Dorocznej Towarzystwa w maju 1831 r. Zarząd zdecydował ilością głosów 6 do 1, aby zachować ekumeniczny charakter Towarzystwa. 7 grudnia 1831 r. około 2 tysięcy osób zebranych w Londynie stanowczo nie zgodziła się z tą decyzją Towarzystwa i postanowiła założyć Trynitarne Towarzystwo Biblijne, które stanowczo potępiło tolerowanie unitarianizmu i praktykę dodawania apokryfów (ksiąg deuterokanonicznych).
Na stronie internetowej Towarzystwa przeczytać możemy, iż „powstało ono w 1831 r., aby rozpowszechniać protestanckie i niesfałszowane przekłady Słowa Bożego [...] wśród wszystkich narodów”.

## Cel
Celem Towarzystwa jest:

Promować chwałę Bożą i zbawienie ludzi poprzez rozpowszechnianie, zarówno w kraju, jak i za granicą, w uzależnieniu od Bożego błogosławieństwa, Pisma Świętego, które zostało dane przez natchnienie Boże i potrafi obdarzyć człowieka mądrością ku zbawieniu przez wiarę, która jest w Chrystusie Jezusie.

## Działalność
Trynitarne Towarzystwo Biblijne posiada wiele oddziałów na całym świecie, wydając Biblie i literaturę chrześcijańską pisaną z historycznej, protestanckiej perspektywy. Podstawowym celem działalności jest tłumaczenie Pisma Świętego na różne języki, a także jego wydawanie i rozpowszechnianie na całym świecie. Towarzystwo tłumaczy Biblię na różne języki, opierając się w zakresie Starego Testamentu wyłącznie na tekście masoreckim, zaś w zakresie Nowego Testamentu wyłącznie na Textus receptus, podobnie jak wszystkie przekłady z okresu reformacji. Choć w języku angielskim Towarzystwo upowszechnia Biblię króla Jakuba, nie jest jednak zwolennikiem ruchu „Tylko Król Jakub”. W swym oświadczeniu wyraźnie potwierdziło, iż natchnione są tylko słowa oryginalne (hebrajskie, aramejskie i greckie), zaś wszelkie przekłady są obciążone w mniejszym, lub większym stopniu błędami, nawet Biblia Króla Jakuba.
Towarzystwo wydaje własny magazyn, pt. Quarterly Record.

## Narodowe oddziały Towarzystwa
Oprócz brytyjskiej siedziby głównej Towarzystwa, posiada ono swoje oddziały w różnych krajach świata: Australii, Brazylii, Kanadzie, Nowej Zelandii i Stanach Zjednoczonych. Oprócz regularnych oddziałów, Towarzystwo rozprowadza swoje Biblie i materiały w większości krajów świata, np. w Indiach, Gujanie, Sri Lance, Ukrainie, czy Polsce.

## Biblie i literatura w języku polskim
Trynitarne Towarzystwo Biblijne w języku polskim wydało m.in. Nowy Testament i Psalmy w przekładzie Bolesława Goetze.